# Schüssler (Adelsgeschlecht)

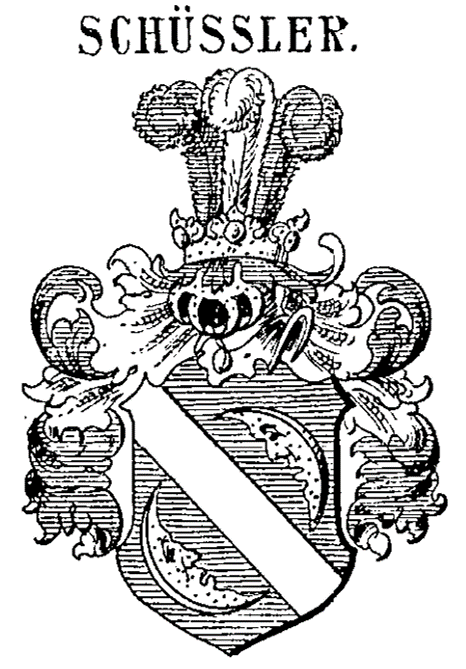
Wappen derer von Schüssler in Siebmachers Wappenbuch

Die Familie von Schüssler stammt aus der Grafschaft Mansfeld in Sachsen-Anhalt. Generalmajor Otto von Schüßler (1825–1899) wurde aufgrund seiner militärischen Verdienste im Jahr 1884 in den erblichen preußischen Adelsstand erhoben. Nur Otto von Schüßlers, dessen Abkömmlinge sowie dessen Ehefrau, Olga Freiin von Strombeck (1836–1890), Tochter des Regierungsrates Hermann Freiherr von Strombeck und Enkelin von Friedrich Karl von Strombeck, durften diesen Adelstitel tragen.

## Geschichte
Die Familienaufzeichnung der Vorfahren von Otto von Schüßler beginnen mit der Geburt von Peter Schüssler im Jahr 1656 in Groß-Salze bei Magdeburg. Sowohl Peter Schüssler als auch die nächsten fünf Generationen waren Seifensieder und betrieben überregional Handel mit Seife und Ölprodukten. Genauere Aufzeichnungen des 1781 in Groß-Salze geborenen Johann Carl Leberecht Schüssler geben Aufschluss über das unternehmerische Engagement und die seinerzeitigen Familiengüter. Johann Carl Leberecht Schüssler war zudem erster Rathmann der Stadt Groß-Salze und galt als Mäzen der Region. Er war verheiratet mit Frau Christine Wilhelmine Anger, Tochter des Joachim Anger. Gemeinsam hatten sie acht Kinder, von denen eines der später geadelte Karl Otto Schüssler war. Die letzten Aufzeichnungen der Schüsslers als Seifensieder stammen aus dem Jahr 1904. Nach dem Tod von Carl Leberecht im Jahr 1862 wurde die Fabrik von Groß-Salze nach Magdeburg verlegt und firmierte dort unter dem Namen des Sohnes A.C. Schüssler, Haushalt- und Toilette-Seifen-Fabrik. Im Jahr des Todes von Adolph Schüssler 1904 befand sich Fabrik nicht mehr im Eigentum der Familie.
Otto und Olga von Schüßler hatten zwei Kinder. Helene (1858–1929) heiratete im Jahr 1878 den späteren preußischen Generalmajor Franz von Issendorff (1851–1908). Aus dieser Ehe entstand eine Tochter, Olga Marie Ottonie (* 1878), die 1898 Helmuth von Brüning, Sohn des Unternehmers Adolf von Brüning, heiratete. Aus der Ehe Otto und Olga von Schüßler stammte auch der Sohn Georg (1861–1927), der später preußische Generalleutnant und Ritter des Ordens Pour le Mérite. Wilhelm heiratete in erster Ehe im Jahr 1888 Anna von Marées, Tochter des Karl Gustav Albert von Marées. Aus der Ehe stammen zwei Kinder, Margarethe (* 1895), und Otto Georg von Schüssler (* 1903). Nach dem Tod von Anna heiratete Wilhelm im Jahr 1907 Lucie Perrignon de Frénoy, Tochter des Louis Hypolith Perrignon de Frénoy. Aus dieser Ehe stammt eine Tochter Irmgard Margarethe (* 1909).
Otto Georg von Schüssler heiratete im Jahr 1931 Marie Margarethe Grothmann, Tochter des Studienrates und Patentanwaltes Heinrich Grothmann. Aus dieser Ehe entstanden zwei Söhne, Heinrich (* 1933) und Eckart (* 1937).
Heinrich heiratete im Jahr 1958 Anne Marie Freiin von Gall, Tochter des Oberst Waldemar Paul Karl Fritz Erna Freiherr von Gall. Aus dieser Ehe sind zwei Kinder Christiane (* 1963) und Riklef Georg (* 1968) hervorgegangen. Beide Kinder sind verheiratet und haben eigene Kinder. In zweiter Ehe heiratete Heinrich im Jahr 1978 Ingrid Hausmann, Tochter des Louis Hausmann.
Eckart heiratete im Jahr 1965 Hannelore Hagen. Aus dieser Ehe sind zwei Söhne hervorgegangen, Nicolas Hagen, geboren 1971 und Florian Georg, geboren 1973. Beide Söhne sind verheiratet und haben eigene Kinder.
Im Januar 2016 leben 17 Namensträger, wovon 12 Nachfahren des Karl Otto von Schüssler sind.

## Wappen
Blasonierung: In Blau ein Schrägrechtsbalken, begleitet oben und unten von einem zugekehrten goldenen gebildeten Halbmond. Auf dem gekrönten Helm mit blau-silbernen Decken drei (blau-silbern-blau) Straußenfedern.